# Ben Wallace
Ben Wallace (nascut el 10 de setembre de 1974 a White Hall, Alabama) és un jugador professional de bàsquet estatunidenc de l'NBA. Conegut amb el sobrenom de Big Ben, juga en les posicions de pivot i aler-pivot. Té una alçada de 2.06 metres i pesa 109 quilograms.

## Carrera
En Wallace va jugar com universitari a la Universitat de Cuyahoga durant dos anys abans d'anar a la Universitat de Virgínia. Va ser un jugador no seleccionable per al draft, i va signar com a agent lliure rookie pels Washington Bullets el 2 d'octubre de 1996 després de jugar a Itàlia. A Washington va jugar-hi tres temporades, li va costar fer-se un lloc a l'equip i no va tenir unes estadístiques massa destacades.
L'any 1999 Wallace va ser traspassat als Orlando Magic juntament amb Tim Legler, Terry Davis i Jeff McInnis a canvi d'Isaac Austin. Un any després, el 3 d'agost del 2000, va ser transferit juntament amb Chucky Atkins als Detroit Pistons per Grant Hill. La seva etapa a Detroit va ser de lluny el millor moment de la seva carrera. Va ser considerat tot un especialista en defensa, sent premiat com al Millor Jugador Defensiu de l'any de l'NBA el 2001-2002, 2002-2003, 2004-2005 i 2005-2006. En les temporades 2001-2002 i 2002-03 va ser el líder de la lliga en rebots i taps. El 2003 va ser votat pels fans per a jugar el seu primer All-Star Game com a pivot titular de la Conferència Est. Es va convertir llavors en el primer jugador que no passava pel draft i jugava un All-Star. Wallace, juntament amb Chauncey Billups, van dur als Pistons a guanyar l'anell la temporada 2003-2004.
El president d'operacions de Detroit Pistons, Joe Dumars, li va prometre a Wallace que quan el seu contracte expirés, els Pistons li oferirien el contracte més car de la història de la franquícia. Ben va indicar que això era una mostra de les bones relacions que mantenien dins l'equip i que sens dubte signaria el contracte. Dumars va mantenir la seva promesa, estenent el contracte de Wallace quatre anys per 50 milions de dòlars. Però malgrat la confiança dipositada en ell pels Pistons, el 3 de juliol de 2006 Wallace va acceptar un contracte de 60 milions de dòlars en quatre anys amb els Chicago Bulls. L'acord es va fer oficial el 13 de juliol i Wallace va ser presentat als mitjans de Chicago com a nou fitxatge el mateix dia.

## Trajectòria
- Washington Wizards (NBA, Estats Units): 1996-1999.
- Orlando Magic (NBA, Estats Units): 1999-2000.
- Detroit Pistons (NBA, Estats Units): 2000-2006.
- Chicago Bulls (NBA, Estats Units): 2006-2008.
- Cleveland Cavaliers (NBA, Estats Units): 2008-2009.￼

## Palmarès

### Títols nacionals de clubs
- Campió de l'NBA: 2003-2004 amb els Detroit Pistons.

### Premis personals
- Nomenat Millor Jugador Defensiu de l'NBA el 2002, 2003, 2005 i 2006.
- Escollit en el primer equip defensiu de l'NBA el 2002, 2003, 2004, 2005 i 2006.
- Escollit per jugar l'All Star de 2003, 2004, 2005 i 2006.
- Integrant de l'All NBA (segon equip) les temporades 2002-2003, 2003-2004 i 2005-2006.
- Integrant de l'All NBA (tercer equip) les temporades 2001-2002 i 2004-2005.